# Mamića jezero
Mamića jezero je jezero u Imotskoj krajini, sjeverno od sela Lokvičići.

## Opis
Okružjem je dosta slično Crvenom jezeru.Dubina: 30-45 m 

## Vanjske poveznice
{{Lokvičićka jezera}